# Hemichromis
Hemichromis is een geslacht van straalvinnige vissen uit de familie van de cichliden (Cichlidae).

## Soorten
De volgende soorten zijn bij het geslacht ingedeeld:
- Hemichromis angolensis (Steindachner, 1865)
- Hemichromis bimaculatus (Gill, 1862)
- Hemichromis cerasogaster (Boulenger, 1899)
- Hemichromis elongatus (Guichenot, 1861)
- Hemichromis exsul (Trewavas, 1933)
- Hemichromis fasciatus (Peters, 1857)
- Hemichromis frempongi (Loiselle, 1979)
- Hemichromis guttatus (Günther, 1862)
- Hemichromis letourneuxi (Sauvage, 1880)
- Hemichromis lifalili (Loiselle, 1979)
- Hemichromis stellifer (Loiselle, 1979)